# Santobius spinigerus
Santobius spinigerus is een hooiwagen uit de familie Podoctidae. De originele naamcombinatie (protoniem) was Mesoceras spinigerum Sørensen, 1886. 
Een volgende naamrecombinatie werd gepubliceerd als Ibalonius spiniger (Sørensen, 1886) in Loman 1902 (met een verkeerde geslacht van de soortnaam "spinigerum" in sommige online bronnen), maar vervolgens gewijzigd als Mesoceratula spinigera (Sørensen, 1886) in Roewer 1949, later als Santobius spinigerus (Sørensen, 1886) in Kury & Machado 2009.